# Sturisoma
Sturisoma – rodzaj słodkowodnych ryb sumokształtnych z rodziny zbrojnikowatych (Loricariidae). Spotykane w hodowlach akwariowych. 

## Zasięg występowania
Północna i środkowa część Ameryki Południowej (Wenezuela, Kolumbia, Ekwador, Boliwia, Paragwaj, Gujana, Peru, Brazylia i Argentyna) oraz Panama.

## Klasyfikacja
Gatunki zaliczane do tego rodzaju:
- Sturisoma barbatum
- Sturisoma brevirostre
- Sturisoma caquetae
- Sturisoma graffini
- Sturisoma guentheri
- Sturisoma lyra
- Sturisoma monopelte
- Sturisoma nigrirostrum
- Sturisoma robustum
- Sturisoma rostratum
- Sturisoma tenuirostre

Gatunkiem typowym jest Loricaria rostrata (S. rostratum). 

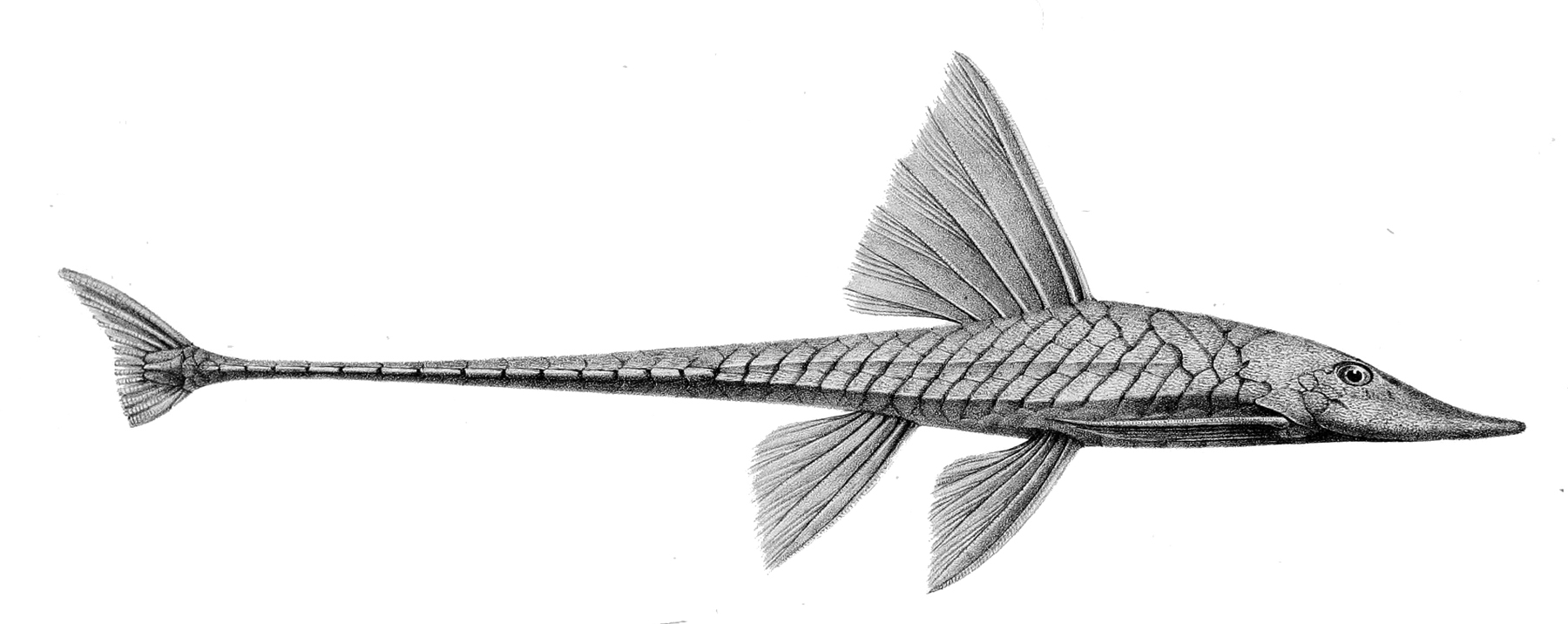
Sturisoma guentheri